# Sorgspett
Sorgspett (Mulleripicus funebris) är en fågel i familjen hackspettar inom ordningen hackspettartade fåglar.

## Utseende och läte
Sorgspetten är en mycket stor, helsvart hackspett med en lång och spetsig stjärt. På halsen syns små fläckar, ögonen är ljusa och näbben gul. Hanen har rödaktigt ansikte, på ön Polillo grå hjässa. Bland lätena hörs ett högljutt darrande skri. Trumningarna är kraftfulla.

## Utbredning och systematik
Sorgspetten förekommer i norra Filippinerna. Tidigare inkluderades sotspetten (M. fuliginosus) som underart, då med trivialnamnet sotspett för hela arten. I och med uppdelningen fördes namnet över till fuliginosus, medan funebris döptes om till sorgspett av BirdLife Sverige för att bättre återspegla de vetenskapliga namnens betydelse.

## Status
Sorgspetten tros minska relativt kraftigt i antal till följd av habitatförlust. IUCN kategoriserar den som nära hotad.